# Tillandsia elongata
Tillandsia elongata là một loài, native tới Venezuela, thuộc chi Tillandsia.